# Coupe d'Europe d'escalade
 (mai 2022).

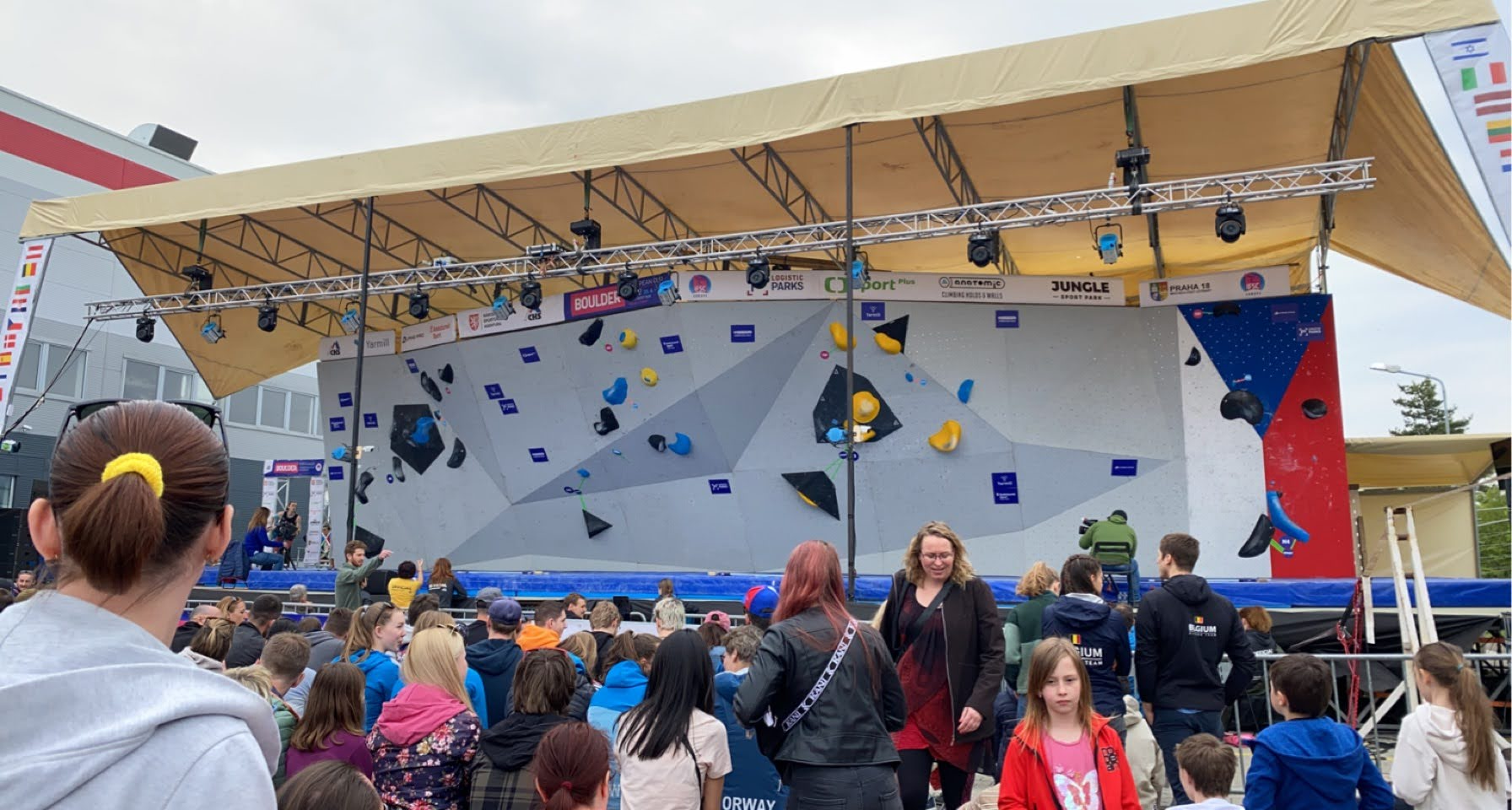
Photo du mur de la Coupe d'Europe de bloc de Prague 2022

Les coupes d'Europe d'escalade sont une série de compétitions organisées par la fédération internationale d'escalade depuis 2019. 
Au cours de l'année, les grimpeurs Européens, en parallèle du circuit de Coupe du monde d'escalade, peuvent aussi participer à des étapes de coupe d'Europe, dans les disciplines de bloc, difficulté et vitesse. Ce sont des compétitions officielles organisées selon les règles dictées par la fédération internationale.

## Coupes d'Europe de Bloc
La première coupe d'Europe de bloc de l'histoire de l'escalade s'est déroulée à Innsbruck en Autriche, du 2 au 4 mai 2019. Elle fut remportée chez les hommes par l'Autrichien Nicolaï Uznik, et chez les femmes par la française Luce Douady.

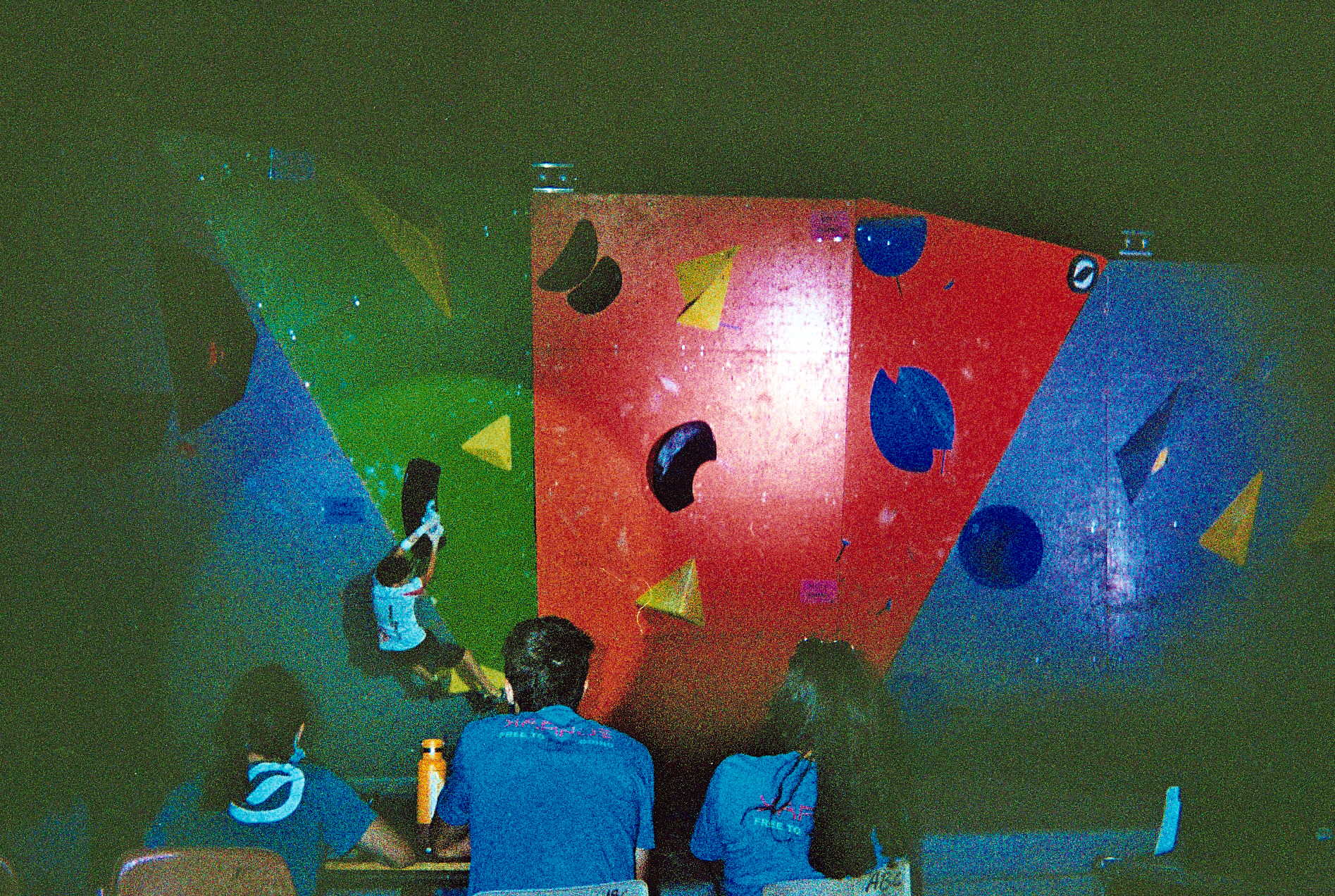
Photo d'une compétition d'escalade de bloc.

En 2020, aucune étape n'aura lieu en raison de la pandémie du covid19.
En 2021, les coupes d'Europe font leur grand retour avec l'étape de Klagenfurt, en Autriche et de Cracovie, en Pologne. 
En 2022, le programme prévisionnel pour les étapes de coupes d'Europe sont la coupe d'Europe à Prague, en République Tchèque, la coupe d'Europe de Brixen, en Italie, et la coupe d'Europe de Klagenfurt, en Autriche.

## Coupes d'Europe de Difficulté

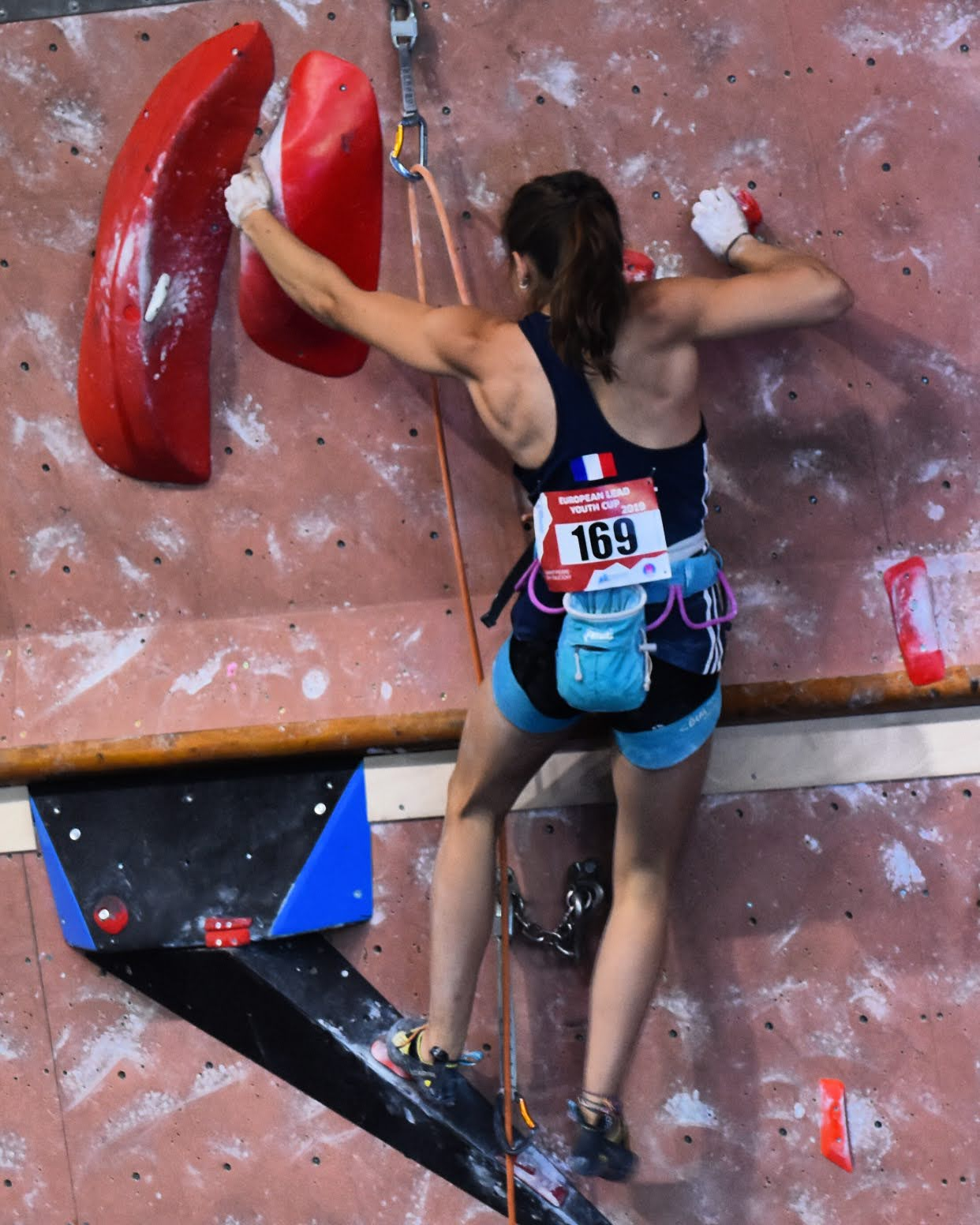
Photo d'une compétition Européenne d'escalade de difficulté.

En 2020, les premières coupes d'Europe qui auraient dû avoir lieu à Belgrade, en Serbie et à Voronej, en Russie furent annulés à cause de la pandémie de Covid-19. 
La première coupe d'Europe de difficulté de l'histoire a donc eu lieu du 22 au 24 octobre 2021 à Laval, dans le département de la Mayenne, en France. Les vainqueurs de cette compétition furent chez les hommes le Belge Nicolas Collin et chez les femmes la Néerlandaise Lynn Van Der Meer.
En 2022, la fédération internationale d'escalade prévoit avait prévu une étape à Tioumen, en Russie, qui a été annulée à cause de  la situation de la guerre en Ukraine. Une étape à Arco, en Italie, et une étape à Zilina, en Slovaquie.

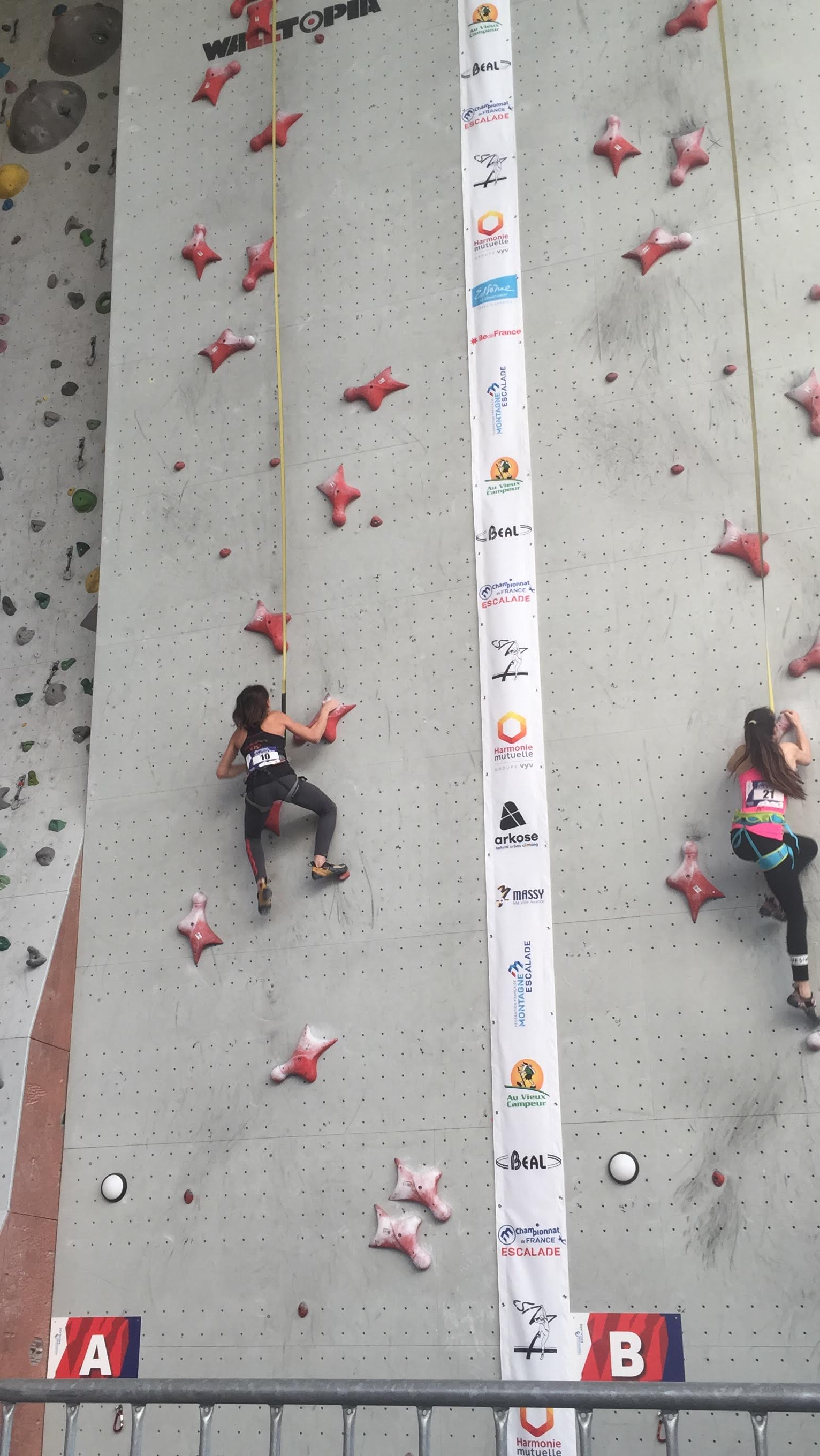
Photo de la voie officielle d'escalade de vitesse.

## Coupe d'Europe de Vitesse
La première coupe d'Europe de vitesse de l'histoire de l'escalade s'est déroulée à Innsbruck, en même temps que la coupe d'Europe de bloc. Elle fut remportée par l'Ukrainien Danyil Boldyrev et l'italienne Anna Calenca.
En 2021, il y a eu 3 étapes de vitesses. La première à Innsbruck, la seconde à Gaflenz, deux villes autrichiennes. La dernière étape eu lieu à Laval, en France.
Le calendrier prévisionnel de 2022 prévoit 6 étapes. Arco, Innsbruck, Zilina, Mezzolombardo, Hamburg et Laval.

## Coupes d'Europe Jeunes

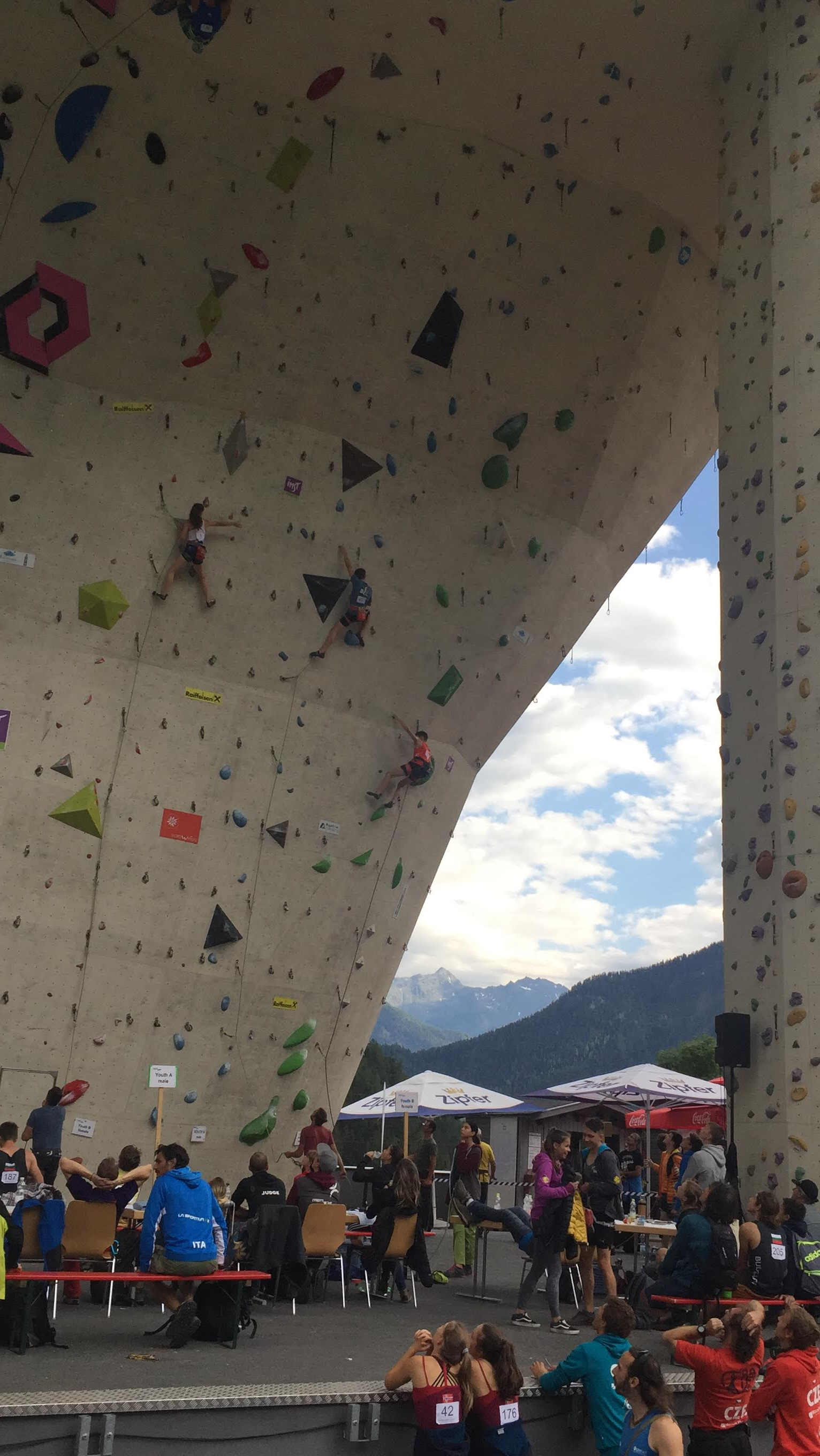
Photo de la coupe d'Europe jeunes de difficulté de Imst en 2019

Les Coupes d'Europe Jeunes sont une série d'étapes qui concerne les catégories d'âge inférieur à 19 ans. Les jeunes appartenant aux catégories U16, U18 et U20 peuvent participer. Il s'agit également de compétitions officielles où les règles de l'ifsc sont celles en rigueur. 

Les Coupes d'Europe Jeunes ont lieu chaque année dans les trois disciplines. Bloc, vitesse et difficulté. A la fin de l'année, il est établi un classement général de toutes les étapes par chaque discipline. À partir de l'âge de 15 ans, en U18, les jeunes peuvent se surclasser et participer aux compétitions internationales en catégorie sénior, comme par exemple les coupes d'Europe adultes ou les coupes du monde. 